# Ібан Іянга
Ібан Іянга Трав'єсо або Ранді (ісп. Iban Iyanga Travieso (Randy); нар. 2 червня 1987, Лас-Пальмас-де-Ґран-Канарія, Канарські острови, Іспанія) —— екваторіально-гвінейський футболіст, що нині грає за іспанський футбольний клуб «Лас-Пальмас» та за національну збірну Екваторіальної Гвінеї.